# Eupithecia hohokamae
Eupithecia broui es una especie de polilla de la familia de los geométridos. La especie fue descrita por primera vez por Frederick Hastings Rindge habiendo sido descrita en 1963, con distribución en el estado de Arizona y California, Estados Unidos. El holotipo de la especie fue descrita en los alrededores de la estación de investigación suroeste del Museo Americano de Historia Natural ubicado en la falda este de la Sierra de Chiricahua, Arizona.
La longitud de las alas anteriores es de 11 a 12 mm para los machos y de 10 a 12 mm para las hembras. Los adultos están en vuelo a principios de la primavera.
Las larvas se alimentan de las flores de Arctostaphylos hookeri.